# Vladimir Afanas'evič Ljachov
Vladimir Afanas'evič Ljachov (russo: Владимир Афанасьевич Ляхов; Antracyt, 20 luglio 1941 – Astrachan', 19 aprile 2018) è stato un cosmonauta sovietico.